# Czerwienne

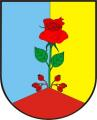
Nieoficjalny herb wsi Czerwienne

Czerwienne (do 1965 Międzyczerwienne) – wieś w Polsce, położona w województwie małopolskim, w powiecie nowotarskim, w gminie Czarny Dunajec, na Pogórzu Gubałowskim, na północnym grzbiecie Gubałówki.
| przysiółek | Morawy |
| części wsi | Bednarze, Bojasi, Ciągwy, Dolina, Goczali, Nędze, Pałki, Sabały, Skubisy, Szczurówki, Takuśki, Ubocz, Zatłoki |

W latach 1975–1998 wieś administracyjnie należała do województwa nowosądeckiego.
Znajdują się na nim wzgórza Bachledówka i Nabudza.
W 2011 roku prowadziła przez nią trasa wyścigu kolarskiego Tour de Pologne 2011.
W Czerwiennem mieszka Krystyna Pałka, studentka AWF im J. Kukuczki w Katowicach i AZS Katowice, Wicemistrzyni Świata 2013 w biatlonie. Pochodzi z niego aktor Stanisław Zatłoka.

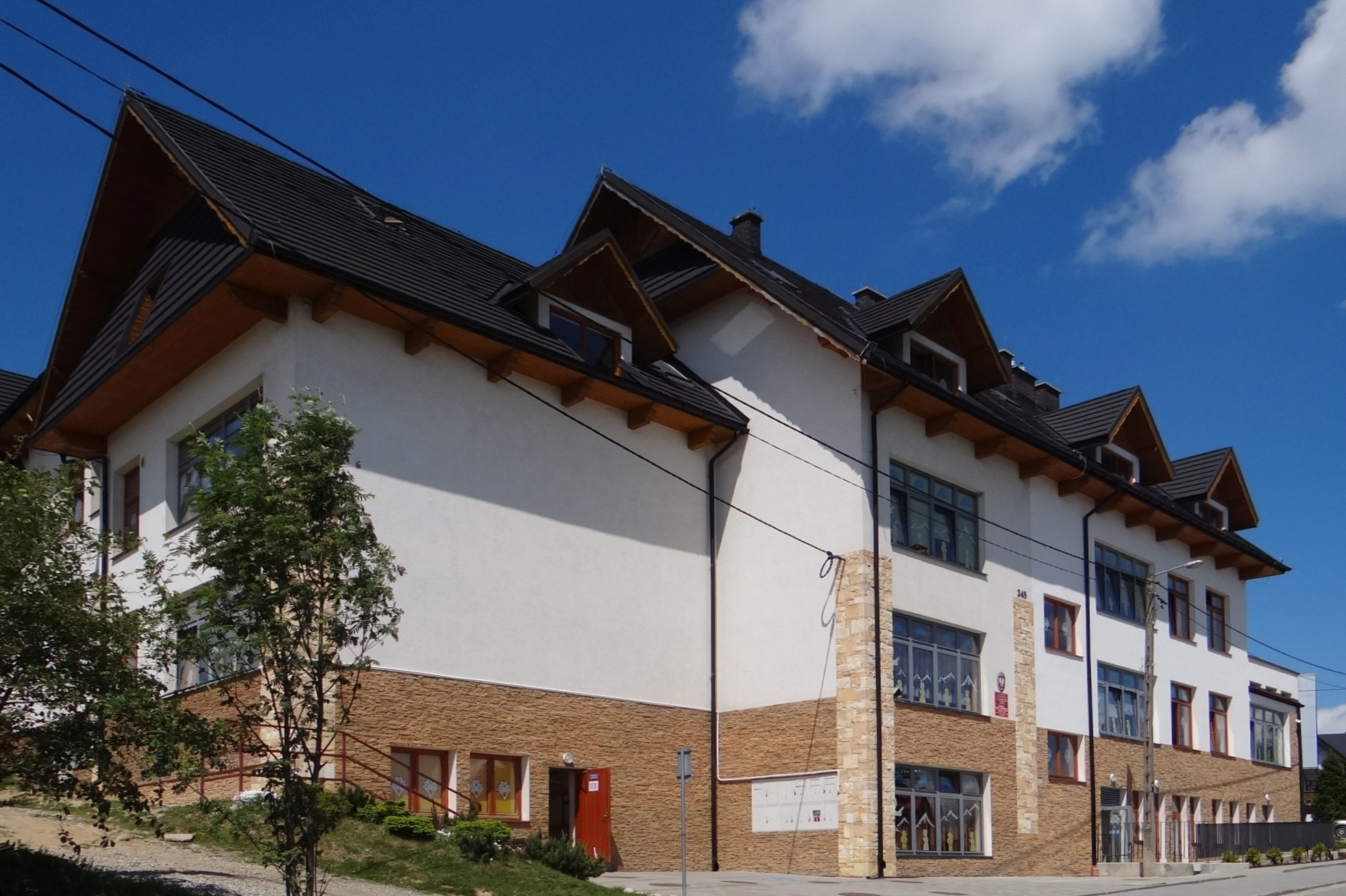
Szkoła katolicka
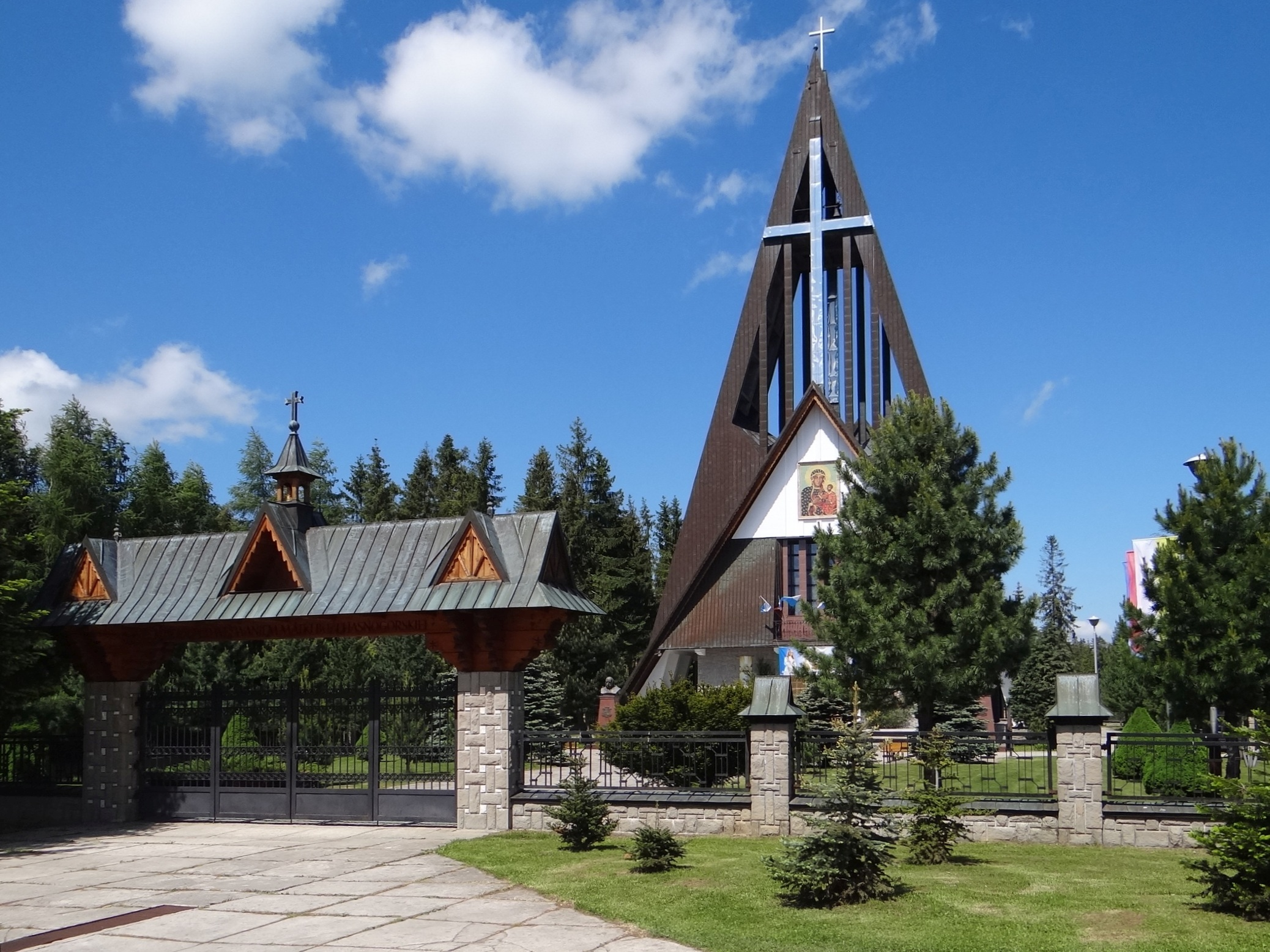
Kościół na Bachledówce
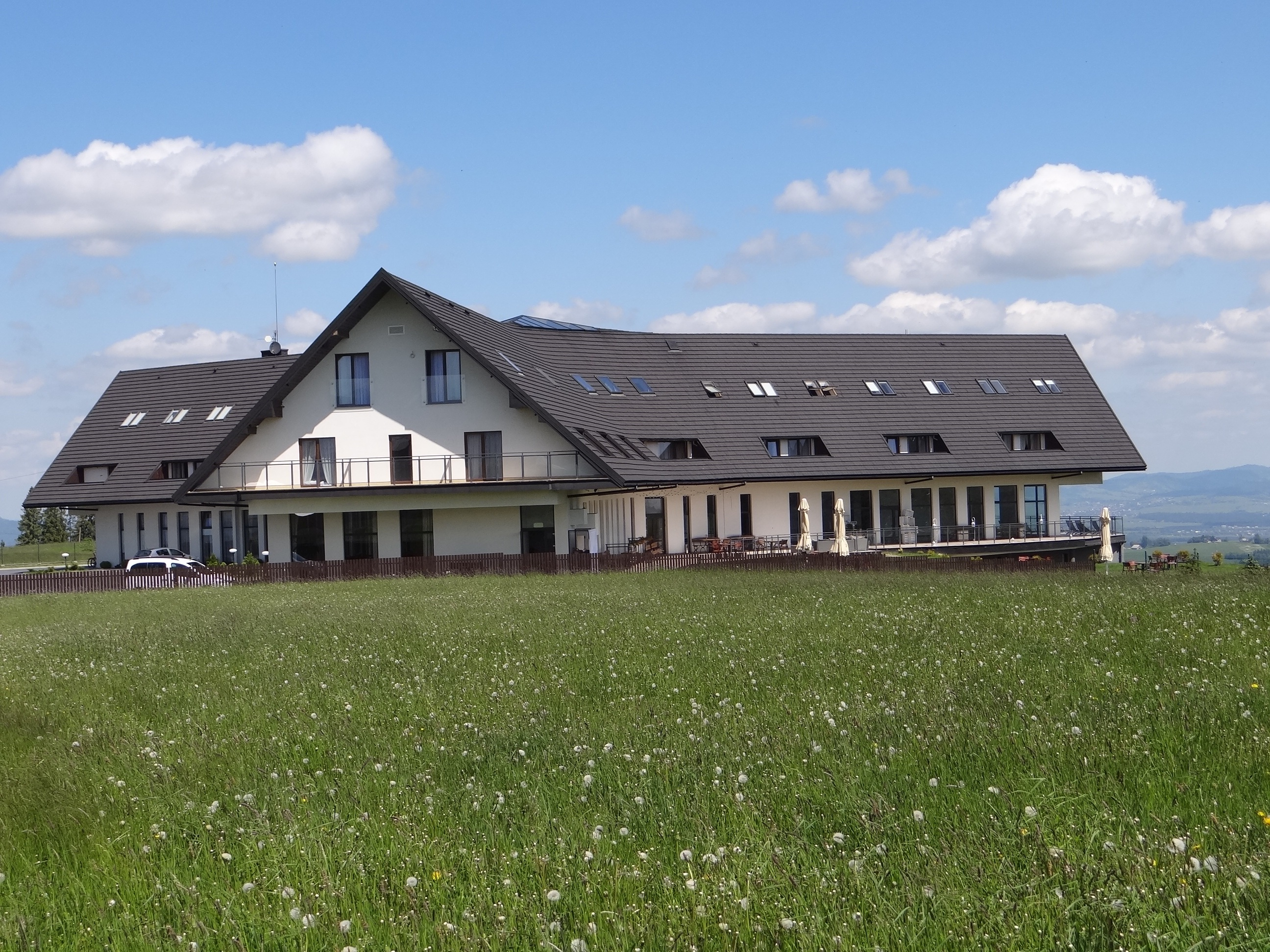
Hotel na Bachledówce